# Họ Trăn cây
Họ Trăn cây, hay trăn lùn,, tên khoa học Tropidophiidae, là một họ rắn được tìm thấy từ México và Tây Ấn về phía nam đến đông nam Brasil. Đây là những loài rắn có kích thước nhỏ-trung bình, sống trong hang, một vài loài có dải màu nổi bật, bắt mắt. Hiện tại, hai chi còn sinh tồn, gồm 34 loài, được công nhận. Hai chi tuyệt chủng (Ungaliophis và Exiliboa) từng được xếp vào Tropidophiidae, nhưng nay đã đưa sang họ Boidae, chính xác hơn là vào phân họ Ungaliophiinae.

## Các chi
| Chi          | Tác giả         | Số loài | Tên thông thường | Phạm vi phân bố                                           |
| ------------ | --------------- | ------- | ---------------- | --------------------------------------------------------- |
| Trachyboa    | W. Peters, 1860 | 2       |                  | Panama, vùng ven Thái Bình Dương của Colombia và Ecuador. |
| TropidophisT | Bibron, 1840    | 17      |                  | Tây Ấn, Brasil, Peru và Ecuador.                          |

T Chi điển hình.